# سوبيرجون نزاروف
سوبيرجون نزاروف (مواليد 3 فبراير 1991) هو ملاكم طاجيكستاني، مثّل بلاده في الألعاب الأولمبية الصيفية 2012.

## روابط خارجية
سوبيرجون نزاروف على موقع أوليمبيديا (الإنجليزية)